# Pęcherzyca liściasta
Pęcherzyca liściasta (łac. pemphigus foliaceus) – autoimmunologiczna choroba skóry, należąca do dermatoz pęcherzowych, charakteryzująca się zmianami nadżerkowo-złuszczającymi, krótkotrwałymi pęcherzami i powolnym przebiegiem. Zmiany nie występują na błonach śluzowych. Powstałe przeciwciała (choroba autoimmunologiczna) są klasy IgG i skierowane są przeciwko desmogleinie 1 (kadherynie występującej w naskórku, o m.cz. 160 kDa). Antygen ten występuje tylko w powierzchownych warstwach naskórka (w przeciwieństwie do desmogleiny 3 – przeciwko której skierowane są przeciwciała w pęcherzycy zwykłej – która występuje we wszystkich warstwach naskórka). Poza kilkoma odmianami klinicznymi choroby dzieli się ją na postać nieendemiczną, spotykaną na całym świecie, i endemiczną (fogo selvagem), występującą w Brazylii, Kolumbii i Tunezji.

## Objawy
- wiotkie, łatwo pękające pęcherze na skórze tułowia
- rozległe zmiany rumieniowo-złuszczające i nadżerki po zejściu pęcherzy (dominują w obrazie klinicznym)
- objaw Nikolskiego
- objaw Asboe-Hansena
- czasem zmiany o charakterze poronnym, mniej rozległe
- niekiedy troficzne zmiany paznokci i włosów
- erytrodermia w najbardziej zaawansowanej postaci choroby

Przebieg pęcherzycy liściastej zwykle jest bardzo przewlekły. Stan ogólny chorych jest zazwyczaj dobry.

## Typy pęcherzycy liściastej
Obraz pęcherzycy liściastej jest stosunkowo zmienny, dlatego w jej obrębie wyróżniamy kilka odmian różniących się objawami i przebiegiem:
- pęcherzyca rumieniowata (pemphigeus erythematosus)
- pęcherzyca łojotokowa (pemphigeus seborrhoicus)
- pęcherzyca opryszczkowata (pemphigeus herpetiformis)

## Diagnostyka
- badanie cytologiczne (test Tzanka)
- badanie histopatologiczne skóry
- badanie immunopatologiczne skóry i surowicy

## Różnicowanie
- wyprysk łojotokowy (eczema seborrhoicum)
- erytrodermia różnego pochodzenia

## Leczenie
Podobnie jak w pęcherzycy zwykłej, stosuje się terapię skojarzona kortykosteroidami i lekami immunosupresyjnymi, przede wszystkim cyklofosfamidem i azatiopryną. W pęcherzycy liściastej, szczególnie odmianie opryszczkowatej, stosuje się kortykosteroidy w połączeniu z sulfonami, na przykład dapsonem. Czasem korzystne wyniki osiąga się podawaniem leków przeciwmalarycznych. W uzupełnieniu leczenia ogólnoustrojowego wdraża się leczenie miejscowe odkażające.

## Rokowanie
Rokowanie w pęcherzycy liściastej jest lepsze niż w pęcherzycy zwykłej, jednakże w jednym z badań stwierdzono podobny przebieg obu chorób. Zachorowanie może trwać miesiące lub lata.